# Leica X1
La Leica X1 és una càmera compacta digital de Leica amb un objectiu fix i un sensor APS-C. Va ser anunciada en negre i cromada el 9 de setembre de 2009 amb un preu de venta suggerit de 1.550€.
Aquest model va ser substituit per la Leica X2 el maig de 2012.

## Característiques
La Leica X1 utilitza un sensor CMOS de format APS-C (23,6 mm × 15,8 mm) de 12,2 megapíxels (4272 × 2856 píxels). L'objectiu fixa és un Elmarit 24 mm f/2.8 Asph, equivalent a una distància focal de 36 mm per a una càmera de 35 mm, el qual conté 8 elements òptics en 6 grups. La lent s'estén a la posició de treball quan s'encén i es retrau quan s'apaga.
La càmera d'estil retro, imita les càmeres de telèmetre que Leica tenia en el passat, en un cos substancialment més petit de 63,5 mm x 123,2 mm x 50,3 mm i amb un pes aproximat de 306 grams (incloent-hi la bateria). Està equipat amb un sòcol per flaix i un flaix incorporat, tot i que aquest últim només té un nombre guia de 5, considerablement més petit que el dels flaixos incorporats de les DSLR.
L'estabilització d'imatge no es basa ni en l'objectiu ni en el sensor, sinó que es basa en un mètode únic desenvolupat per Leica per a aquesta càmera: combinar dues imatges en una.
L'estabilització d'imatge d'aquesta càmera té l'efecte de millorar el percentatge d'imatges acceptablement nítides quan es prenen a mà amb poca llum i a velocitats d'obturació d'1/30 de segon, o menys si s'utilitza un pols molt ferm. D'altra banda, aquestes imatges "acceptablement nítides" mostraran un lleuger desenfocament quan es vegin al 100%, en comparació amb les imatges nítides preses amb l'estabilització d'imatge desactivada.
La sensibilitat ISO es pot configurar de 100 a 3200. La velocitat d'obturació més curta és d'1/ 2000 segons i la més llarga de 30 segons. La relació senyal-soroll està entre 109,9 S/Nx a ISO 100 i 23,1 S/Nx a 3200 ISO. I l'obertura es pot configurar en terços de passes de f/2.8 fins a f/16.
El 13 de juliol de 2010, la X1 va ser la primera càmera compacta aprovada per Getty Images per poder enviar imatges a la seva biblioteca, i va continuar sent l'única compacta d'aquesta llista, fins al 27 d'abril de 2011, quan Getty va publicar una redacció revisada dels seus requisits tècnics, els quals ja no dictaven quines càmeres es podrien usar.

## Variants

### X1 BMW
El setembre de 2010, Leica es va associar amb el fabricant d'automòbils alemany BMW i van presentar una edició limitada a 600 unitats de la Leica X1. Aquesta es va llançar ja que BMW estava organitzant a la Xina una promoció amb la sèrie 7/GT on es regalava la Leica X1.
Aquesta edició està acabada amb pell de color bordeus i el gravat "BMW" a la coberta superior.

### X1 Gilles Ouaki
L'octubre de 2010, Leica va presentar aquesta edició limitada ja que la famosa botiga parisenca Leclaireur celebrava el seu 30è aniversari. Per a l'ocasió es van unir Gilles Ouaki i Leica. D'aquesta edició es van fabricar 1930 unitats.
Aquesta presenta detalls de cuir vermell, on s'imprimeix una pel·lícula fotogràfica que mostra una de les fotos de Gilles Ouaki. 30 unitats d'aquest lot d'edició limitada, incloïen una foto original signada pel fotògraf i artista francès.

### X1 Jochen Rindt
L'octubre de 2010, Leica va presentar aquesta edició limitada en commemoració del 40è aniversari de la mort de Jochen Rindt, la qual vol honrar els èxits esportius d'aquest conductor de Fórmula 1. Aquesta edició està fabricada en negre i la coberta superior del flaix de color vermell amb un gravat en blanc que indica el següent text: Jochen Rindt, F1 Champion, 1942-1970.
D'aquesta se'n van fabricar 68 unitats i és exclusiva per a la botiga Leica de Viena. També s'inclou en aquesta edició una imatge signada de l'esportista presa sis dies abans del seu accident a Monza.

### X1 IWC
El desembre de 2010, Leica es va associar amb la companyia de rellotges IWC (International Watch Company) i va presentar aquesta edició limitada a 50 unitats.
Aquesta està fabricada amb cuir especial IWC "Santoni" de color marró i inclou una corretja de transport a joc.

### X1 Tour Auto
El març de 2011, Leica va presentar aquesta edició limitada a 20 unitats per celebrar el 20è aniversari del "Tour Auto Event" a França.
Aquesta edició es va fabricar amb diferents color i tipus de cuir i porten el gravat "Tour Auto 2011 20th edition" a la coberta superior.

## Inclòs a la caixa
- Leica X1[26]
- Bateria BP-DC8
- Funda de la bateria
- Carregador de bateria BC-DC8
- Cable USB
- Corretja de cuir
- Tapa de l'objectiu
- Targeta de registre de la càmera

## Accessoris compatibles
- Visor electrònic de 36mm[27][2]
- Empunyadura X Vario[28]
- Adaptador per a digiscoping
- Protector de sòcol[29]
- Bosses de transport